# Ґобінд Сінґх
Ґобінд Сінґх (пенджабі:ਗੁਰੂ ਗੋਬਿੰਦ ਸਿੰਘ, 22 грудня 1666, Патна — 7 жовтня 1708, Нандед) — 10-й гуру сикхів, військовий діяч, поет.

## Життєпис
Ґобінд походив з родини спадкових гуру сикхів, яких вважали живими богами, був сином  Теґх Бахадура, 9-го гуру.  Народився у місті Патна під час подорожі батька Біхаром, Бенгалією та Ассамом. Отримав гарну освіту: знав санскрит, пенджабі, перську, арабську мови, військову справу.
У 1675 році, після страти батька падишахом Ауранґзебом, Ґобінд стає черговим гуру. Поступово він вирішує перетворити своїх послідовників у міцну військову організацію. У 1685 році залишає Анандпур й робить своєю базою Паонту на території незалежного від Імперії Великих Моголів князівства Сірмур високо у Гималаях. Протягом 1685—1688 років очолює військові загони проти індійських раджів, васалів падишаха Ауранґзеба. За цей час погано озброєні селяни стають боєздатним загоном.
У 1688 році гуру Ґобінд повертається до Анандпура. З цього моменту намагається організувати боротьбу проти Великих Моголів. Разом з тим для зміцнення сикхської громади домагається ліквідації посади мансадара (представника гуру на місцях, відповідального за збір коштів, своєрідної десятини). Водночас його загони активно атакують обози, каравани на території Імперії. У відповідь у 1695 році субадар (губернатор) Лахору Ділавар-хан направив проти сикхів військо для придушення спротиву, проте зазнав поразки. Нова армія, послана моголами також зазнала невдач.
Нарешті 13 квітня 1699 року на святі весни Байсакі біля Анандпура Ґобінд проголосив утворення особливої організації — халси. Ознаками сикхів стають 5 предметів: канґа (гребінь), какч (короткі широкі штани), кирпан (меч), кара (сталевий браслет), кес (необрізане волосся і борода). Він заборонив називати себе живим богом, а лише головою громади. Утворена халса стала сполучати релігійне служіння з політичними й військовими обов'язками. Кожен з чоловіків отримав ім'я Сінґх (Лев), жінка — Каур (левиця).
Ґобінд Сінґх постановив, що після його смерті священне писання Ґуруґрантх-сахіб стане вищим духовним авторитетом для сикхів, а тимчасовий авторитет покладався на халса-пантх — сикхську громаду.
Незабаром після цього починаються тривалі сутички з раджами Шиваліка, яким падишахом Великих Моголів було наказано виселити сикхів з їхніх земель. Втім походи раджів у 1700—1704 роках виявилися невдалими. Водночас у 1701 році при Анандпурі гуру Ґобінд завдав поразки могольському війську на чолі із Паїнда-ханом. У 1704 році Ґобінд Сінґх завдав ще однієї поразки об'єднаним силам індуських раджів у Другій битві при Анандпурі. З цього моменту у війну починають активно втручатися війська моголів на чолі з Вазир-ханом та Сайяд-ханом. Зрештою у 1705 році Вазир-хан захоплює Анандпур. Утім Ґобінд Сінґху вдалося вирватися з обложеного міста, але у полон потрапили два його молодших сини й мати. Їх Вазир-хан наказав замурувати у стіни Анандпура.
Незабаром гуру Ґобінд зважився дати вирішальний бій військам моголів при фортеці Чамкаур, проте зазнав цілковитої поразки. У битві загинули два його старших сини. Ґобінда Сінґха сховав мусульманин Рай Калха у місті Райкот. Через деякий час Ґобінд вийшов зі схованки й почав їздити Пенджабом, закликаючи народ до спротиву Великим Моголам. Падишах Ауранґзеб запросив гуру на зустріч, але той, не довіряючи правителю, відмовився. Услід за цим очолив партизанську боротьбу.
Після смерті у 1707 році Ауранґзеба між його синами розпочалася боротьба за владу. Це вирішив використати Ґобінд Сінґх, який уклав угоду з шах-заде Муаззамо (майбутнім Бахадур-шахом I). Сикхи надали Муазаму допомогу у війні з братом Азімом. після перемоги гуру сикхів зустрівся з Бахадур-шахом в Агрі, де отримав почесне звання хінд-ка-пір (індійський святий). Протягом усього року Ґобінд супроводжував падишаха у походах імперією. У 1708 році гуру переїздить до міста Нандед у сучасному штаті Махараштра. В цей час імперські війська почали нову атаку проти сикхів. Вже 7 жовтня 1708 року підступно було вбито самого Ґобінда.

## Сім'я
Ґобінд Сінґх мав три жінки:
- Мата Джіто, одружилися 16 червня 1677 року. У них було три сини: Джуджгар Сінґх, Зоравар Сінґх та Фатех Сінґх.
- Мата Сундарі, одружилися 4 квітня 1684 року. У них був син Аджіт Сінґх.
- Мата Сагіб Деван, одружилися 15 квітня 1700 року[3].

## Творчість
Був талановитим письменником та поетом, зокрема складав численні релігійні гімни сикхів. У відповідь на запрошення Ауранґзеба написав «Пісню перемоги» («Зафар-наме»), де передрік перемогу тих, что чинив спротив моголам по всій імперії. Іншим відомим твором Ґобінд Сінґха є поема «Строката драма».

## Вислови
- Якщо усі засоби вичерпані, дозволено узяти у руки меч. Нехай в одній руці буде їжа для бідних, а в іншій — меч для тиранів!
- Храм і мечеть — теж саме — неважливо, за індуським, чи мусульманським способом людина шанує Бога.